# Nathan Collins
Nathan Collins, né le 30 avril 2001 à Leixlip en Irlande, est un footballeur international irlandais qui évolue au poste de défenseur central au Brentford FC.

## Biographie

### Stoke City
Né à Leixlip en Irlande, Nathan Collins commence le football au Cherry Orchard F.C. (en) tout comme son père David et son oncle Eamonn. Il est ensuite formé par Stoke City, qu'il rejoint en janvier 2016, sous les recommandations du recruteur Tony Bowen. Il joue son premier match en professionnel à l'âge de seulement 17 ans, le 9 avril 2019, face à Swansea City, lors d'une rencontre de Championship. Il entre en jeu à la place de Benik Afobe lors de ce match perdu par les siens (3-1). En juillet 2019, il prolonge son contrat avec son club formateur de cinq saisons.
Il commence la saison 2019-2020 comme titulaire, débutant même avec le brassard de capitaine face au Wigan Athletic en coupe de la Ligue le 13 août 2019, où il inscrit son premier but en professionnel (victoire 0-1 de Stoke), puis à nouveau contre Leeds United en championnat le 24 août suivant (défaite 0-3 de Stoke). Il devient ainsi le plus jeune capitaine de l'histoire de Stoke City. Ses prestations en club lui valent d'être suivi par les plus grands clubs anglais en 2020. Collins est moins utilisé par son entraîneur Michael O'Neill pour la deuxième partie de saison.
Alors qu'il retrouve une place de titulaire durant la saison 2020-2021, Nathan Collins se blesse au mois de février 2021, victime d'une fracture de l'os d'un pied. Il est absent plusieurs mois et son retour est espéré pour juillet 2021.

### Burnley FC
Le 24 juin 2021 est annoncé le transfert de Nathan Collins au Burnley FC, où il signe un contrat de quatre ans,.

### Wolverhampton Wanderers
Le 12 juillet 2022, Nathan Collins quitte déjà Burnley afin de s'engager en faveur de Wolverhampton Wanderers. Le défenseur signe un contrat de cinq ans, le liant au club jusqu'en juin 2027,.

### Brentford FC
Le 4 juillet 2023, Nathan Collins rejoint le Brentford FC. Arrivé pour 23 millions de livres sterling, il devient alors le transfert le plus cher de Brentford ,.
Collins marque son premier but pour Brentford le 4 novembre 2023, lors d'un match de Premier League face à West Ham United. Titulaire, il marque le but vainqueur de son équipe de la tête sur un service de Mathias Jensen (3-2 score final),.

### En sélection
International dans les différentes catégories de jeunes d'Irlande, Nathan Collins est notamment capitaine avec les moins de 17 ans. Sélection avec laquelle il participe au championnat d'Europe des moins de 17 ans en 2017. Lors de cette compétition organisée en Croatie, il est titulaire en défense centrale, et joue les quatre matchs de son équipe, qui est éliminée en quarts de finale par l'Angleterre (1-0). Collins est à nouveau retenu avec cette sélection un an plus tard pour l'édition 2018 du championnat d'Europe. Toujours titulaire, il officie également comme capitaine de l'équipe, qui s'incline encore une fois en quarts de finale, cette fois aux tirs au but contre les Pays-Bas.
En septembre 2019, Collins est appelé pour la première fois avec l'équipe nationale d'Irlande dans une liste élargie du sélectionneur Mick McCarthy. Le jeune défenseur de 18 ans ne fait toutefois pas sa première apparition avec les A lors de ce rassemblement.
Le 14 novembre 2019, Nathan Collins joue son premier match avec l'équipe d'Irlande espoirs contre l'Arménie. Il est titularisé et son équipe s'impose par un but à zéro.
En octobre 2021, Nathan Collins est rappelé avec l'équipe nationale d'Irlande par le sélectionneur Stephen Kenny. Il honore sa première sélection lors de ce rassemblement, le 12 octobre 2021, lors d'un match amical contre le Qatar. Il entre en jeu à la place de Shane Duffy et son équipe s'impose par quatre buts à zéro,.

## Statistiques
| Saison                | Club                    | Championnat           | Championnat | Championnat | Coupe nationale | Coupe nationale | Coupe de la Ligue | Coupe de la Ligue | Compétition(s) continentale(s) | Compétition(s) continentale(s) | Compétition(s) continentale(s) | Total | Total |
| Saison                | Club                    | Division              | M.          | B.          | M.              | B.              | M.                | B.                | Comp.                          | M.                             | B.                             | M.    | B.    |
| 2018-2019             | Stoke City              | Championship          | 3           | 0           | -               | -               | -                 | -                 | -                              | -                              | -                              | 3     | 0     |
| 2019-2020             | Stoke City              | Championship          | 14          | 0           | 1               | 0               | 2                 | 1                 | -                              | -                              | -                              | 17    | 1     |
| 2020-2021             | Stoke City              | Championship          | 22          | 2           | 1               | 0               | 4                 | 0                 | -                              | -                              | -                              | 27    | 2     |
| Sous-total            | Sous-total              | Sous-total            | 39          | 2           | 2               | 0               | 6                 | 1                 | -                              | -                              | -                              | 47    | 3     |
| 2021-2022             | Burnley FC              | Premier League        | 19          | 2           | -               | -               | 3                 | 0                 | -                              | -                              | -                              | 22    | 2     |
| 2022-2023             | Wolverhampton Wanderers | Premier League        | 26          | 0           | 2               | 0               | 3                 | 0                 | -                              | -                              | -                              | 31    | 0     |
| 2023-2024             | Brentford FC            | Premier League        | 30          | 1           | 2               | 1               | 1                 | 0                 | -                              | -                              | -                              | 33    | 2     |
| Total sur la carrière | Total sur la carrière   | Total sur la carrière | 113         | 5           | 6               | 1               | 13                | 1                 | -                              | 0                              | 0                              | 132   | 7     |